# Kōyō Kawanishi
| Entdeckte Asteroiden: 13                         | Entdeckte Asteroiden: 13 | Entdeckte Asteroiden: 13 |
| ------------------------------------------------ | ------------------------ | ------------------------ |
| Nummer und Name                                  | Entdeckungsdatum         |                          |
| (4106) Nada                                      | 6. März 1989             | [1]                      |
| (4797) Ako                                       | 30. September 1989       | [1]                      |
| (5401) Minamioda                                 | 6. März 1989             | [1]                      |
| (5685) Sanenobufukui                             | 8. Dezember 1990         | [1]                      |
| (5737) Itoh                                      | 30. September 1989       | [1]                      |
| (5872) Sugano                                    | 30. September 1989       | [1]                      |
| (6155) Yokosugano                                | 11. November 1990        | [1]                      |
| (6557) Yokonomura                                | 11. November 1990        | [1]                      |
| (6559) Nomura                                    | 3. Mai 1991              | [2]                      |
| (7178) Ikuookamoto                               | 11. November 1990        | [1]                      |
| (9580) Tarumi                                    | 8. Oktober 1989          | [1]                      |
| (10318) Sumaura                                  | 15. Oktober 1990         | [1]                      |
| (14873) Shoyo                                    | 28. Oktober 1990         | [2]                      |
| - [1] mit Toshirō Nomura - [2] mit Matsuo Sugano |                          |                          |

Kōyō Kawanishi (jap. 川西 浩陽, Kawanishi Kōyō; * 18. Januar 1959) ist ein japanischer Zahnarzt und Amateurastronom.
Kawanishi ist der Entdecker oder Mitentdecker von derzeit 13 Asteroiden. Die meisten seiner Entdeckungen machte er zusammen mit Toshirō Nomura. Er lebt heute zusammen mit Frau und Tochter in Akō in der Präfektur Hyōgo.
Der Asteroid (5591) Koyo wurde nach ihm benannt.